# Ghiacciaio Simpson
Il ghiacciaio Simpson è un ghiacciaio lungo circa 10 km situato sulla costa di Pennell, nella regione nord-occidentale della Dipendenza di Ross, in Antartide. In particolare, il ghiacciaio, il cui punto più alto si trova a circa 1200 m s.l.m., ha origine nella parte settentrionale dei monti dell'Ammiragliato, in particolare da una posizione subito a ovest del monte Cherry-Garrard, e da qui fluisce in direzione nord, scorrendo lungo il versante occidentale del suddetto monte, fino ad entrare nell'estremità occidentale della baia di Robertson, poco a est della scogliera Cliff, unendosi all'estremità orientale del ghiacciaio Fendley e alimentando la lingua di ghiaccio Simpson.

## Storia
La sopraccittata lingua di ghiaccio fu così battezzata dalla spedizione Terra Nova, 1910-13, in onore del meteorologo Sir George Simpson. Il ghiacciaio è stato invece mappato per la prima volta dallo United States Geological Survey grazie a fotografie scattate dalla marina militare statunitense (USN) durante ricognizioni aeree e terrestri effettuate nel periodo 1960-63, e così battezzato dal Comitato consultivo dei nomi antartici in virtù del nome della lingua di ghiaccio che alimenta assieme al ghiacciaio Fendley.